# Hans Wild
Hans Wild (1585, Nürnberg - ?) utazó, író
Zsoldos katonaként szolgált Basta seregében Magyarországon. Felvidéki és tiszántúli portyázás közben, 1604 karácsonyán Bocskai hajdúi foglyul ejtették Szentandrás nevű falu helyőrségével együtt, majd törököknek adták el harminc aranyért, akik újra eladták Egerben negyven aranyért. Útjának harmadik állomásán, Budán egy janicsártiszt ötven aranyat adott érte.
Wild leírja, hogyan történt mindez:
"Jól szemügyre vették arcomat, fogazatomat, karomat. Egy török odalépett gazdámhoz, s az ő kíséretében egy janicsár csorbadzsihoz, vagyis századoshoz kísért, akim más törökökkel fekete színű, kahvénak mondott forró italt fogyasztott. Érdeklődött vételáram után, majd azt az ajánlatot tette, gazdám hagyjon nála ötnapi próbaidőre..."
Wildet rabszolgaként gazdája magával vitte Belgrádba, majd onnan is tovább. Beutazta a Közel-Keletet, többek között Szíriában, Jemenben, Egyiptomban. Jó megfigyelőként értékes adatokat közölt könyvében a felkeresett népek szokásairól és életéről. 8 évet töltött rabszolgaként.